# Montecchio Maggiore
Montecchio Maggiore is een gemeente in de Italiaanse provincie Vicenza (regio Veneto) en telt 22.421 inwoners (31-12-2004). De oppervlakte bedraagt 30,7 km², de bevolkingsdichtheid is 730 inwoners per km².
De volgende frazioni maken deel uit van de gemeente: Alte Ceccato, Bernuffi, Ghisa, Santissima Trinità, Sant'Urbano, Valdimolino.

## Demografie
Montecchio Maggiore telt ongeveer 8457 huishoudens. Het aantal inwoners steeg in de periode 1991-2001 met 6,6% volgens cijfers uit de tienjaarlijkse volkstellingen van ISTAT.
| Jaar | Inwoneraantal |
| ---- | ------------- |
| 1991 | 19.754        |
| 2001 | 21.061        |

## Partnerstad
- Passau, sinds 2003

## Geografie
Montecchio Maggiore grenst aan de volgende gemeenten: Altavilla Vicentina, Arzignano, Brendola, Castelgomberto, Montebello Vicentino, Montorso Vicentino, Sovizzo, Trissino, Zermeghedo.

## Geboren
- Bruno Cenghialta (1962), wielrenner
- Daniele Orsato (1975), voetbalscheidsrechter
- Christian Maggio (1982), voetballer